# Hunyadi László (szobrász)
Hunyadi László (Küküllődombó, 1933. november 16. –) romániai magyar szobrász, fémműves, iparművész. A Magyar Művészeti Akadémia tagja (2005).

## Életpályája
Marosvásárhelyen végezte a Művészeti Középiskolát, 1959-ben fejezte be szobrászati tanulmányait a Ion Andreescu Képzőművészeti Főiskolán. Mesterei Bandi Dezső, Izsák Márton, Ion Irimescu, Kós András, Vetró Artúr, Szervátiusz Jenő voltak. A marosvásárhelyi Állami Bábszínház tervezője, majd ugyanitt 1961-től a Művészeti Középiskola tanára. 1978 óta szabadfoglalkozású.
Népballadáktól ihletve, az erdélyi fémművesség és ötvösművészet legjobb hagyományait folytatja fémdomborításaiban és ékszereiben. Műalkotása az új marosvásárhelyi Nemzeti Színház homlokzati kapuja; plakettet készített Bethlen Gábor, Zrínyi Miklós, Petőfi, Arany, Ady, Erkel Ferenc, Liszt, Bartók, Kodály, Sütő András, Eminescu emlékére.
Jelentősebb térszobrai: Barabás Miklós portrészobra Márkosfalván (1969); Ispánkúti Emlékmű Petőfi domborművű arcképével Fehéregyházán (1969); a Kulcsár Béla elgondolása szerint Kiss Leventével közösen készített agyagfalvi 1848-as emlékmű (1980). Orbán Balázs című monumentális egész alakos szobrát Székelyudvarhelyen állították fel 1995-ben.
Marosvásárhelyen él és alkot. Készít fa- és fémszobrokat, használati és díszítő jellegű iparművészeti tárgyakat, ékszereket. Legnagyobb érdeme, hogy szobraival hozzájárult a romániai magyar kisebbség történelmi, néprajzi, irodalmi, zenei és iparművészeti hagyományainak megőrzéséhez és ápolásához. Nem volt ez fájdalmaktól mentes vállalkozás, hiszen a politika által szított népharag gyakran megcsonkította vagy megsemmisítette a magyarok szobrait, köztük Hunyadi László szobrait is. A nehéz időkben a kisplasztika, az iparművészeti tárgyak készítése nyújtott vigaszt a művésznek.

## Kiállításai (válogatás)

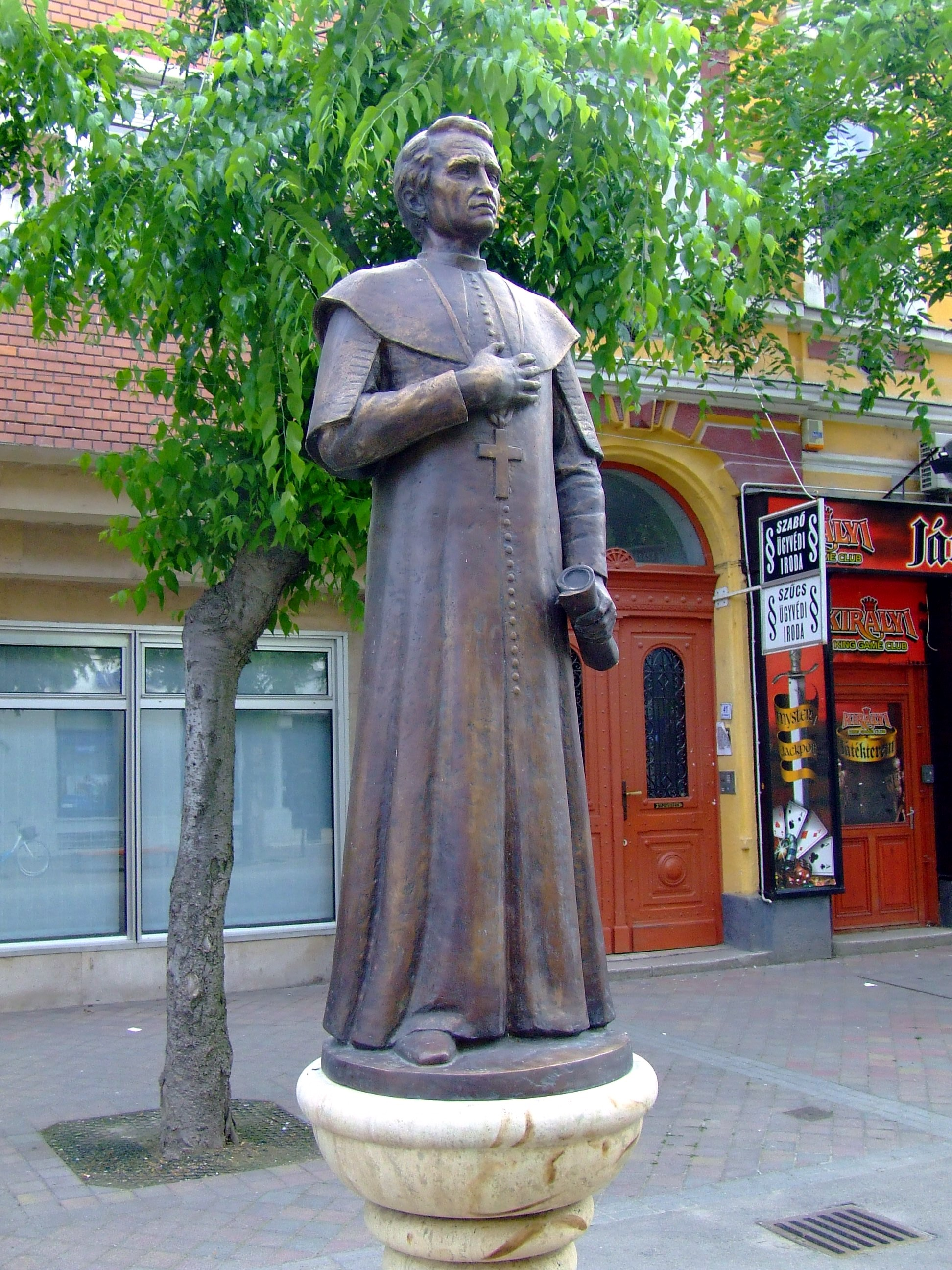
Haynald Lajos kalocsai érsek szobra, felállítva Kalocsán 2000-ben

### Egyéni
- 1964 • Csíkszereda
- 1970 • Kolozsvár
- 1991 • Marosvásárhely (ötvösmunkák)
- 2002 • Kiskunfélegyháza
- 2003 • Budapest (Székely Ház) •  Marosvásárhely
- 2004 • Udvard (Szlovákia)
- 2006 • Fertőszéplak •  Alsóőr (Ausztria)
- 2010 • Balaton Színház, Keszthely
- 2011 • Országos Mezőgazdasági Könyvtár (Novák Józseffel), Budapest

### Csoportos
- 1990, 1995, 1996 • Budapest
- 1993 • Keszthely • Pécs • Dombóvár • Zalaegerszeg
- 1995 • Marosvásárhelyi Tárlat, Vármegye Galéria, Budapest
- 2002 • „Felezőidő”- Romániai magyar művészet 1965–75, Ernst Múzeum, Budapest
- 2004 • Jótékonysági kiállítás, Református Kollégium, Kolozsvár
- 2005 • Üzenet Erdélyből – A Budapesti Székely Ház gyűjteményes kiállítása erdélyi alkotók munkáiból, Bicske • Vadárvácska Alkotótábor kiállítása, Képzőművészeti Galéria, Gyergyóalfalu
- 2006 • 1956-os emlékkiállítás, Bernády Ház, Marosvásárhely
- 2008 • Agyagból épülő világ, Vármegye Galéria, Budapest
- 2009 • Barabás Miklós Céh 80 éves jubileumi tárlata, Gyárfás Jenő Képtár, Sepsiszentgyörgy
- 2010 • Vadárvácska Alkotótábor kiállítása, Korunk Galéria, Kolozsvár

## Köztéri alkotásai (válogatás)

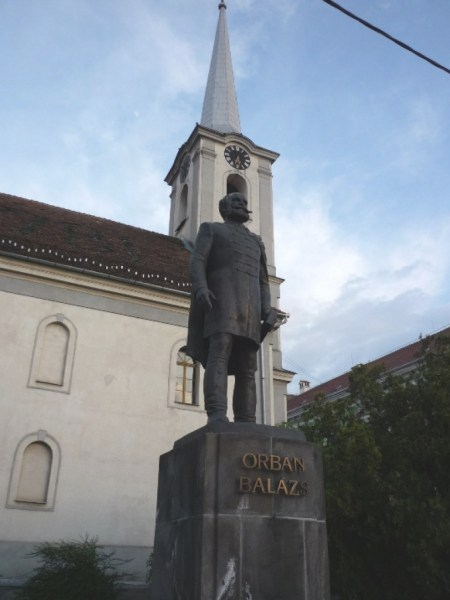
Orbán Balázs szobra a székelyudvarhelyi református templom mellett
Alkotója Hunyadi László
Felállítva 1995. február 4.

Márton Áron szobra Székelyudvarhelyen
Hunyadi László alkotása, felszentelve 1995. szeptember 23.

- 1848-as agyagfalvi Székely Nemzetgyűlés emlékmű (Agyagfalva, 1980);
- Apor Vilmos püspök mellszobra (Segesvár, 1992);
- Orbán Balázs egész alakos szobra (Székelyudvarhely, 1994);
- Márton Áron püspök mellszobra (Székelyudvarhely, 1995);
- Kemény János dombormű (Marosvécs, 1996);
- Wass Albert síremlék (Marosvécs, 1998);
- Erdélyi Helikon emlékpark 500 éves fennállás emlékműve (dombormű, Ákosfalva, 1997);
- Múzsa szobor (Hajdúhadház, 1999);
- Bernády György dombormű (Marosvásárhely, 1999);
- Haynald Lajos bíboros egész alakos szobra (Kalocsa, 1999);
- Petőfi Sándor egész alakos szobra (Marosvásárhely, 2000);
- A II. világháború áldozatainak emlékműve (Keszthely, 2001);
- Petőfi Sándor mellszobra (Kiskunfélegyháza, 2002);
- Szent Márton dombormű (Winden am See, Ausztria, 2003);
- Wass Albert dombormű (Debrecen, 2005);
- Szent István egész alakos szobra (Kiskunfélegyháza, 2005);
- Wass Albert dombormű (Budapest, 2006);
- Petőfi Sándor dombormű (Segesvár, 2006);
- Széchényi Ferenc dombormű (Fertőszéplak, 2006);
- Petőfi Sándor dombormű (Fehéregyháza, 2006);
- Móra Ferenc dombormű (Kiskunfélegyháza, 2006)
- Pongrátz Gergely dombormű, bronz, (Kiskunmajsa, 2006)
- Domokos Géza dombormű, bronz, (Csíkszereda, 2008)
- Kossuth Lajos mellszobra, (Havad, 2010)

## Díjak, elismerések
- 1995 • Az Erdélyi Magyar Közművelődési Egyesület (EMKE) Kolozsvári testvérek díja;
- 2005 • a Magyar Művészeti Akadémia Koller-díja;
- 2009 • Magyar Örökség díj, Marosvásárhely díszpolgára cím.

## Társasági tagság
- A Barabás Miklós Céh tagja.
- A Romániai Képzőművészek Szövetsége tagja.